# Laughter on the 23rd Floor
Pour plus de détails, voir Fiche technique et Distribution.
Laughter on the 23rd Floor est un téléfilm de comédie canadien réalisé par Richard Benjamin, sorti en 2001.

## Fiche technique
Sauf indication contraire, les informations mentionnées dans cette section peuvent être confirmées par les bases de données cinématographiques IMDb et Allociné,  présentes dans la section « Liens externes ».
- Titre original : Laughter on the 23rd Floor
- Réalisation : Richard Benjamin
- Scénario : Neil Simon
- Musique : Joseph Vitarelli
- Direction artistique : Cheryl Toy
- Décors : Megan Less
- Costumes : Tamara Winston
- Photographie : Danny Nowak
- Son : Brian Avery
- Montage : Jacqueline Cambas
- Production : Jeffrey Lampert
  - Production déléguée : Emanuel Azenberg et Neil Simon
  - Production associée : Mike Spadone
- Sociétés de production : Paramount Television Studios et Showtime
- Sociétés de distribution : Showtime
- Pays de production :  Canada
- Langue originale : anglais
- Genre : Comédie
- Durée : 102 minutes
- Date de diffusion :
  - États-Unis : 
    - 14 janvier 2001 (Palm Springs)
    - 26 mai 2001

  - Canada : 30 avril 2001 (Toronto)

## Distribution
Sauf indication contraire, les informations mentionnées dans cette section peuvent être confirmées par les bases de données cinématographiques IMDb et Allociné,  présentes dans la section « Liens externes ».
- Nathan Lane : Max Prince
- Mark Linn-Baker : Val Skotsky
- Victor Garber : Kenny Franks
- Saul Rubinek : Ira Stone
- Peri Gilpin : Carol Wyman
- Dan Castellaneta : Milt Fields
- Richard Portnow : Harry Prince
- Zach Grenier : Brian Doyle
- Mackenzie Astin : Lucus Brickman
- Colin Fox : Cal Weebs
- Sherry Miller : Faye
- Tony Devon : David
- Karyn Dwyer : Toga Girl
- Jake Goldsbie : Pauly
- David Gow : Dave
- Keith Knight : Brutus